# Listas de objetos astronômicos
- Lua Mimas e Ida, um asteroide com sua própria lua, Dactyl
- Cometa Lovejoy e Júpiter, um planeta gigante gasoso
- O Sol, uma estrela da classe-G; Sirius A, uma estrela da classe-A com Sirius B, uma anã branca; Nebulosa do Caranguejo, um remanescente de supernova
- Um buraco negro (conceito de artista); Pulsar de Vela, uma estrela de nêutron em rotação
- M80, um aglomerado globular, e as Plêiades, um aglomerado estelar aberto
- O Galáxia do Rodamoinho e Abell 2744, um aglomerado de galáxias
- Superaglomerados de galáxias, filamentos galácticos e vazios

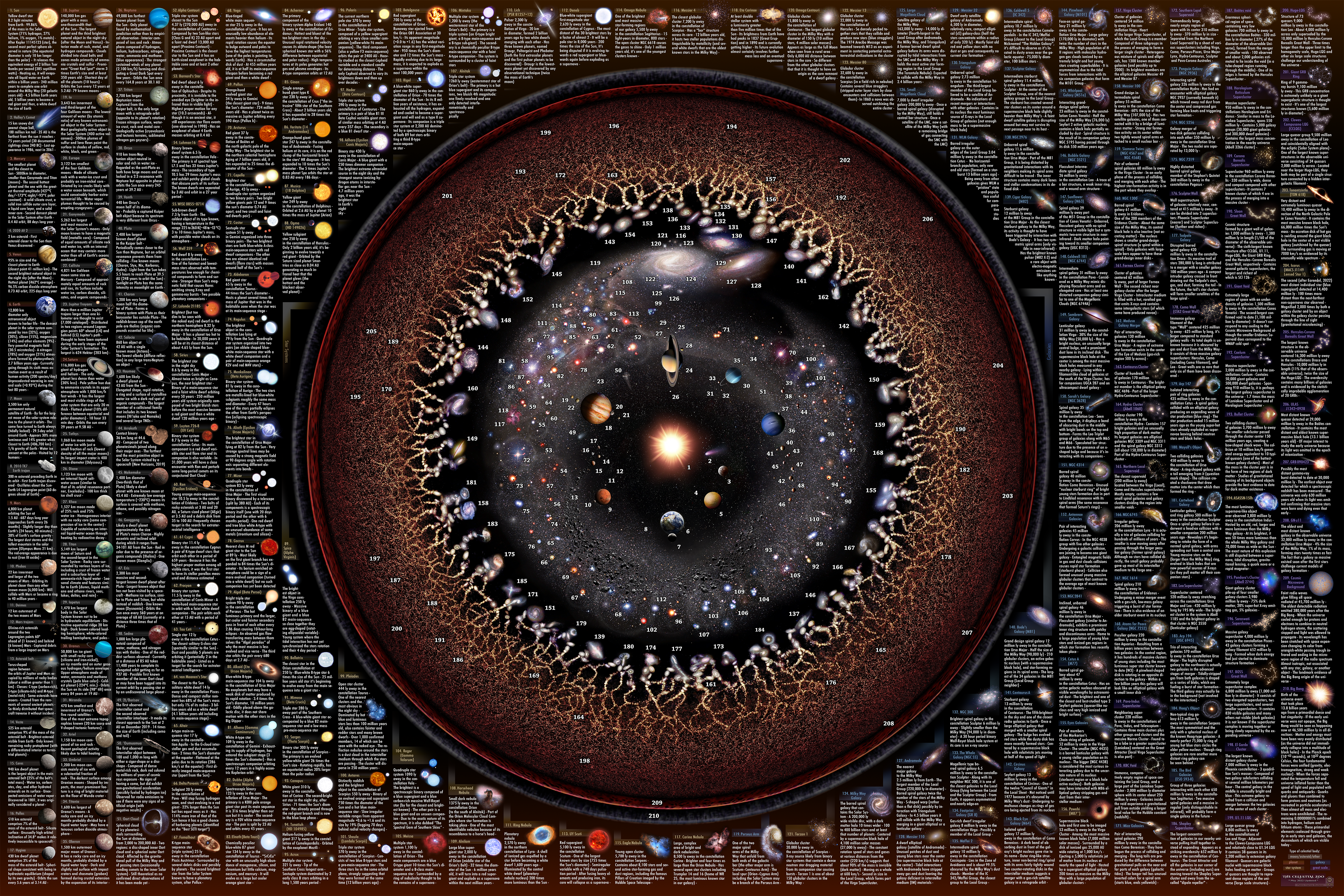
Objetos astronômicos notáveis e suas características físicas conhecidas. (em inglês)

Esta é uma lista, agrupadas por tipo de objeto astronômico.

## Sistema Solar
Por objeto
- Lista de objetos do Sistema Solar[1][2][3]
  - Lista de objetos do Sistema Solar em equilíbrio hidrostático[4]
  - Lista de objetos do Sistema Solar mais distantes do Sol
  - Lista dos objetos do Sistema Solar por tamanho

Por tipo
- Lista de planetas
- Lista de satélites naturais (luas)

### Corpos menores
Asteroides
- Lista de asteroides
  - Lista de asteroides notáveis

Cometas
- Listas de cometas
  - Lista de cometas não-periódicos
  - Lista de cometas numerados
  - Lista de cometas periódicos
  - Lista de cometas por tipo
  - Lista de grandes cometas

Meteoroides
- Lista de chuvas de meteoros

Planetoides
- Lista de planetas anões
  - Lista de candidatos a planeta anão
- Lista de planetas menores não numerados

Outros
- Lista de centauros
- Lista de corpos menores com satélite (lua)
- Lista de damocloides
- Lista de objetos transnetunianos

## Exoplanetas e anãs marrons
- Listas de exoplanetas
  - Lista de exoplanetas mais próximos
  - Lista dos maiores exoplanetas
- Lista de anãs marrons
  - Lista de anãs marrons Y

## Estrelas
- Lista de estrelas
  - Lista das estrelas brilhantes mais próximas
  - Lista de estrelas com exoplanetas
  - Lista de estrelas com discos proto-planetários
  - Lista das estrelas mais antigas
  - Lista das estrelas mais brilhantes
  - Lista das estrelas mais luminosas
  - Lista das estrelas mais massivas
  - Lista de estrelas mais próximas
  - Lista das estrelas mais quentes
  - Lista das estrelas menos massivas
  - Lista das estrelas que escurecem estranhamente
  - Lista das estrelas variáveis
  - Lista das estrelas variáveis semiregulares
  - Lista de maiores estrelas
  - Lista de menores estrelas

Constelações de estrelas
- Lista de constelações
  - Lista de constelações por área
  - Listas de estrelas por constelação

Estrelas da classe espectral
- Lista de estrelas da classe A
- Lista de estrelas da classe B
- Lista de estrelas da classe F
- Lista de estrelas da classe G
- Lista de estrelas da classe K
- Lista de estrelas da classe M
- Lista de estrelas da classe O

## Colapsos estelares e estrelas compactas
- Lista de anãs brancas
- Lista de buracos negros
  - Lista de buracos negros próximos
  - Lista dos buracos negros mais massivos
- Lista de estrelas de nêutrons
  - Lista das estrelas de nêutrons mais massivas
  - Lista de pulsares
  - Lista de pulsares de raios X
- Lista de nebulosas planetárias
- Lista de supernovas
  - Lista de candidatas a supernova
  - Lista de remanescentes de supernova
  - Lista de explosões de raios gama

## Formações estelares
- Lista de nebulosas
  - Lista das maiores nebulosas
  - Lista de nebulosas difusas
  - Lista de nebulosas escuras
  - Lista de nebulosas protoplanetárias

## Aglomerados estelares
- Lista de aglomerados abertos
- Lista de aglomerados globulares
- Lista de associações estelares próximas e grupos móveis
- Lista de correntes estelares

## Galáxias
- Lista de galáxias
  - Lista de galáxias anel-polar
  - Lista de galáxias com sistemas de aglomerados globulares mais ricos
  - Lista de galáxias de anel
  - Lista de galáxias com nome de pessoas
  - Lista de galáxias espirais
  - Lista de galáxias próximas
  - Lista de quasares

Galáxias satélites
- Lista de galáxias satélites da Andrômeda
- Lista de galáxias satélites da Via Láctea

## Estruturas em grande escala
Grandes estruturas cósmicas
- Lista das maiores estruturas cósmicas

Grupos e aglomerados de galáxia
- Lista de grupos e aglomerados galácticos
  - Lista de aglomerados de Abell

Filamentos galácticos, complexos de superaglomerados, muralhas e folhas de galáxias
- Lista de filamentos galácticos
- Lista dos grupos de quasares

Superaglomerados de galáxias
- Lista de superaglomerados galácticos

Vazios galácticos
- Lista de vazios
  - Lista dos maiores vazios

## Outras listas
- Lista de discos circunstelares resolvidos
- Lista de novas
- Lista dos objetos astronômicos mais distantes
- Lista de sistemas multiplanetários
- Lista de sistemas planetários

## Catálogos astronômicos
- Lista de catálogos astronômicos
  - Lista de objetos Caldwell[5]
  - Lista de objetos Collinder
  - Lista de objetos Herschel 400
  - Lista de objetos IC
  - Lista de objetos Melotte
  - Lista de objetos Messier[6]
  - Lista de objetos NCG[7]